# دوري غوام لكرة القدم 2011–12
دوري غوام لكرة القدم 2011–12 هو موسم من دوري غوام لكرة القدم. فاز فيه Quality Distributors ‏.